# 1952 v loďstvech
Tento článek obsahuje významné události v oblasti loďstev v roce 1952.

## Lodě vstoupivší do služby
- 11. ledna –  USS Bass (SSK-3) – ponorka třídy Barracuda